# Monte Furroli
O monte Furroli é um monte na fronteira Etiópia-Quénia.